# 32 Avenue of the Americas

32 Avenue of the Americas, circa 1950

32 Avenue of the Americas of 32 Sixth Avenue, voorheen bekend als het AT&T Building of het AT&T Long Distance Building, is een wolkenkrabber van de stroming art deco in de Amerikaanse stad New York daterend uit 1932.
Hij staat in de wijk TriBeCa van Lower Manhattan en werd opgetrokken in meerdere fases.

## Geschiedenis
32 Avenue of the Americas was in 1932 voltooid en telt 27 verdiepingen en is inclusief de twee zendmasten 167 meter hoog. De hoogte van de constructie komt uit op 130 meter.
In de jaren twintig en dertig van de 20e eeuw werd 32 Avenue of the Americas meermaals geüpgraded om uiteindelijk de huidige toestand te verkrijgen. De naam verwijst naar Avenue of the Americas, de alternatieve naam van Sixth Avenue.
32 Avenue of the Americas werd ontworpen door de architecten Cyrus L. W. Eidlitz en Ralph Thomas Walker van het bureau Voorhees, Gmelin and Walker naar de voor die periode dominante bouwstijl art deco. Overige beroemde gebouwen van die stijl in New York zijn het Empire State Building, 60 Hudson Street en het Verizon Building. Die laatste twee gebouwen zijn gesitueerd binnen een straal van twee kilometer zuidelijk van 32 Avenue of the Americas.
Het stuk grond waarop het gebouw kwam te staan was in de 19e eeuw eigendom van de rijke landbouwersfamilie Lispenard. Later werd de buurt bezet door onder meer rijke kooplieden. In 1909 kocht de New York Telephone Company het perceel aan. De New York Telephone Company betaalde 1,4 miljoen dollar. Dat telecommunicatiebedrijf was een dochteronderneming van de Bell Telephone Company, in 1899 overgenomen door AT&T. De eerdere namen van het gebouw waren 24 Walker Street en Walker-Lispenard Building (1911–1914), naar de straten waaraan het is gelegen. 32 Avenue of the Americas was het laatste New Yorkse gebouw van de art deco-stijl dat werd ontworpen door Ralph Walker. In de late jaren tien en vroege jaren twintig werd het gebouw opmerkelijk uitgebreid.
32 Avenue of the Americas heeft een trapezoïde vorm en staat aan Sixth Avenue, Church Street, Lispenard Street en Walker Street. Aan de Sixth Avenue, alwaar de hoofdingang zich bevindt, is de gevel symmetrisch met de twee verdiepingen hoge inkomhal in het midden. De inkom is vergelijkbaar met een prosceniumboog en heeft bronzen toegangsdeuren. De architectonische tekening of plattegrond omvat een aantal constructies die elkaar opvolgen en verhogen, zogeheten terug gelegen of gestapelde verdiepingen of "setbacks". Het ontwerp met "setbacks" is een specifieke constructievorm die kan worden aangewend voor het gebruik van bijvoorbeeld een dakterras. Het gaat om zes constructies op de hoofdconstructie. Deze secties nemen een aanvang op de 15e, 21ste en 22ste verdieping van het gebouw.
Een bakstenen gevel werd gebruikt voor 32 Avenue of the Americas evenals voor andere communicatiegebouwen van de hand van Ralph Walker, omdat hij de voorkeur gaf aan dat materiaal vanwege de textuur en de flexibiliteit in kleurencombinaties. De lobby met marmeren muren staat bekend om zijn vele mozaïeken die voornamelijk roofvogels en de vijf continenten voorstellen.
In het gebouw waren, op het hoogtepunt ervan medio 20e eeuw, 5.500 mensen tewerkgesteld. In oktober 1991 werd het gebouw opgenomen in de Landmarks Preservation Commission als historisch erfgoed. AT&T overwoog in 1999 om 32 Avenue of the Americas te verkopen en schatte dat een dergelijke verkoop 125 à 150 miljoen dollar zou opleveren, hoewel het van plan was 30% tot 40% van het gebouw terug te lenen. De particuliere Rudin Management Company kocht het gebouw in 1999.
Later werden twee identieke en 37 meter hoge zendmasten op het gebouw geplaatst. Anno 2022 huurt het reclamebureau Detsu Americas het gebouw af om er zijn activiteit uit te voeren.

## Galerij

### Exterieur

32 Avenue of the Americas, 1922 (noordwesten)
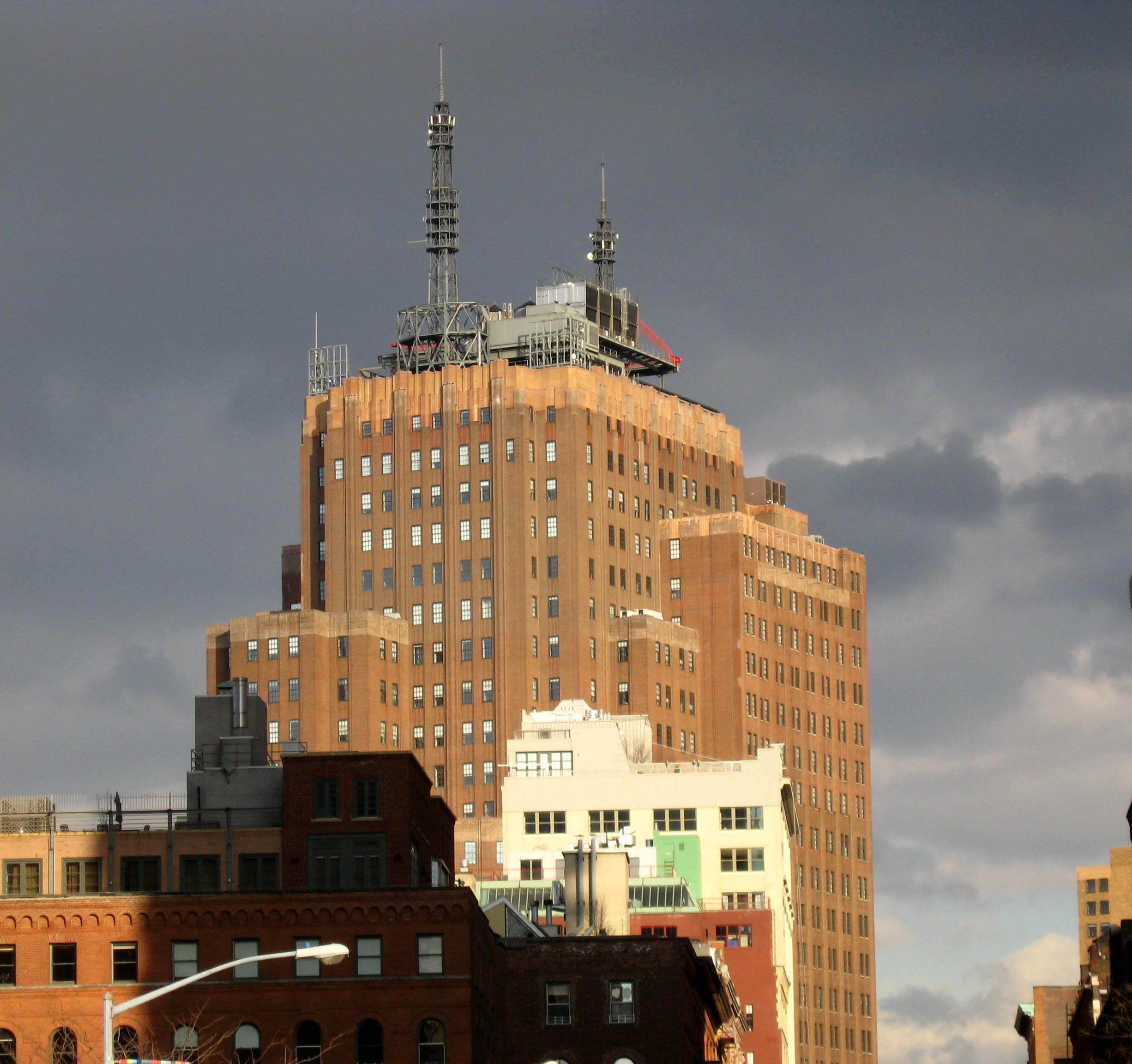
32 Avenue of the Americas, 2008 (zuidwesten)
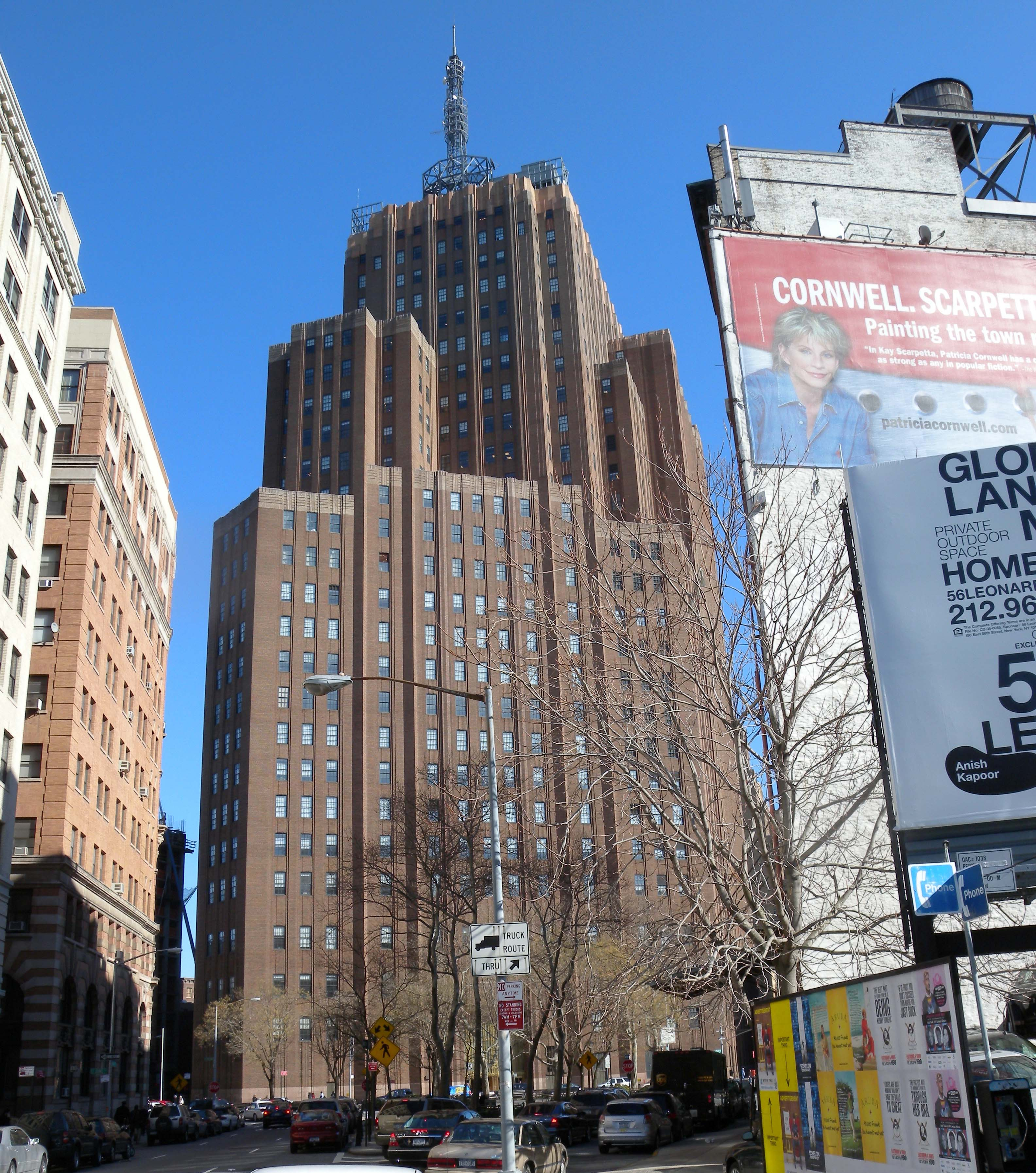
32 Avenue of the Americas, 2009 (westen)
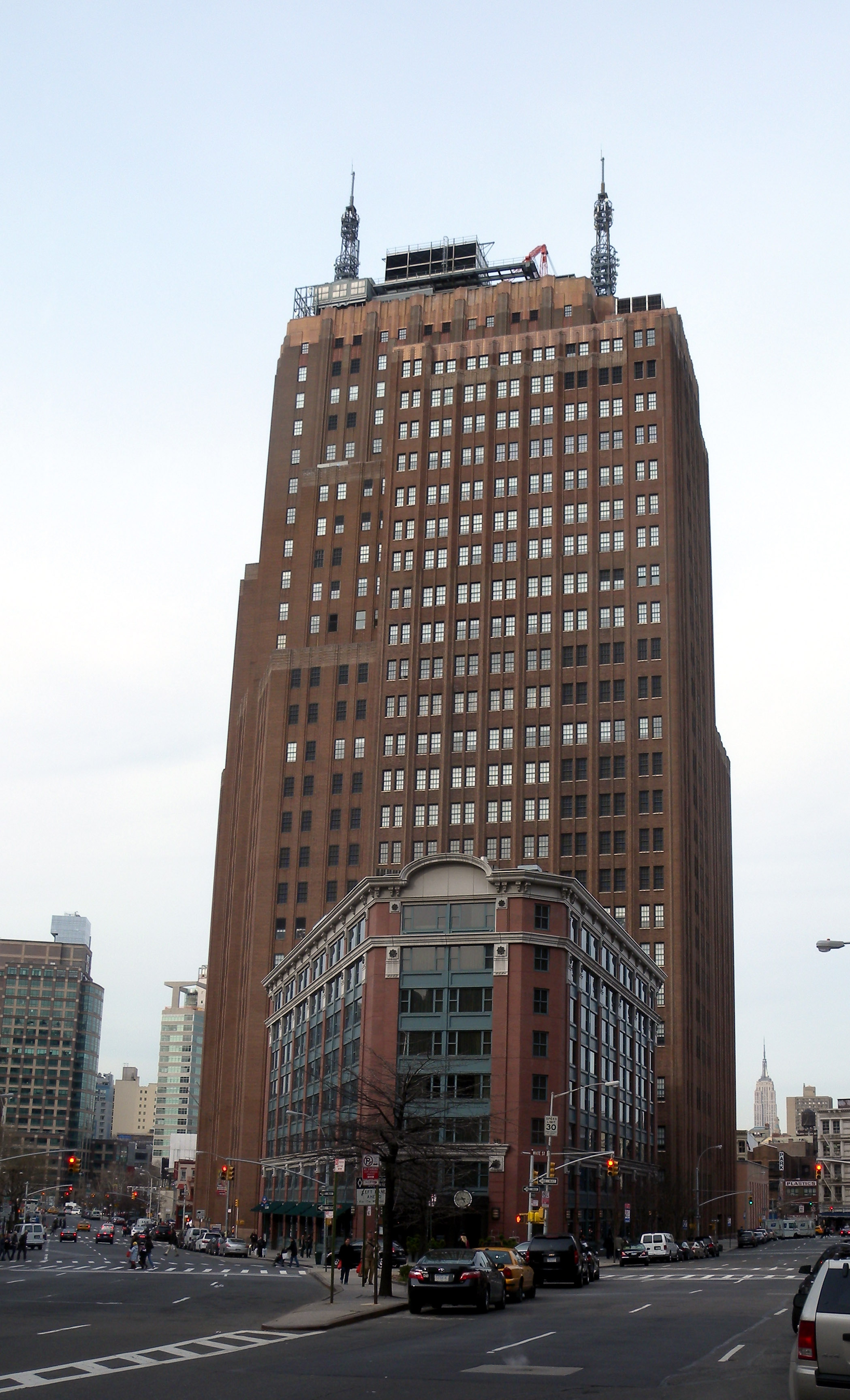
The Roxy (hotel) en 32 Avenue of the Americas, 2010 (zuid-zuidoosten)
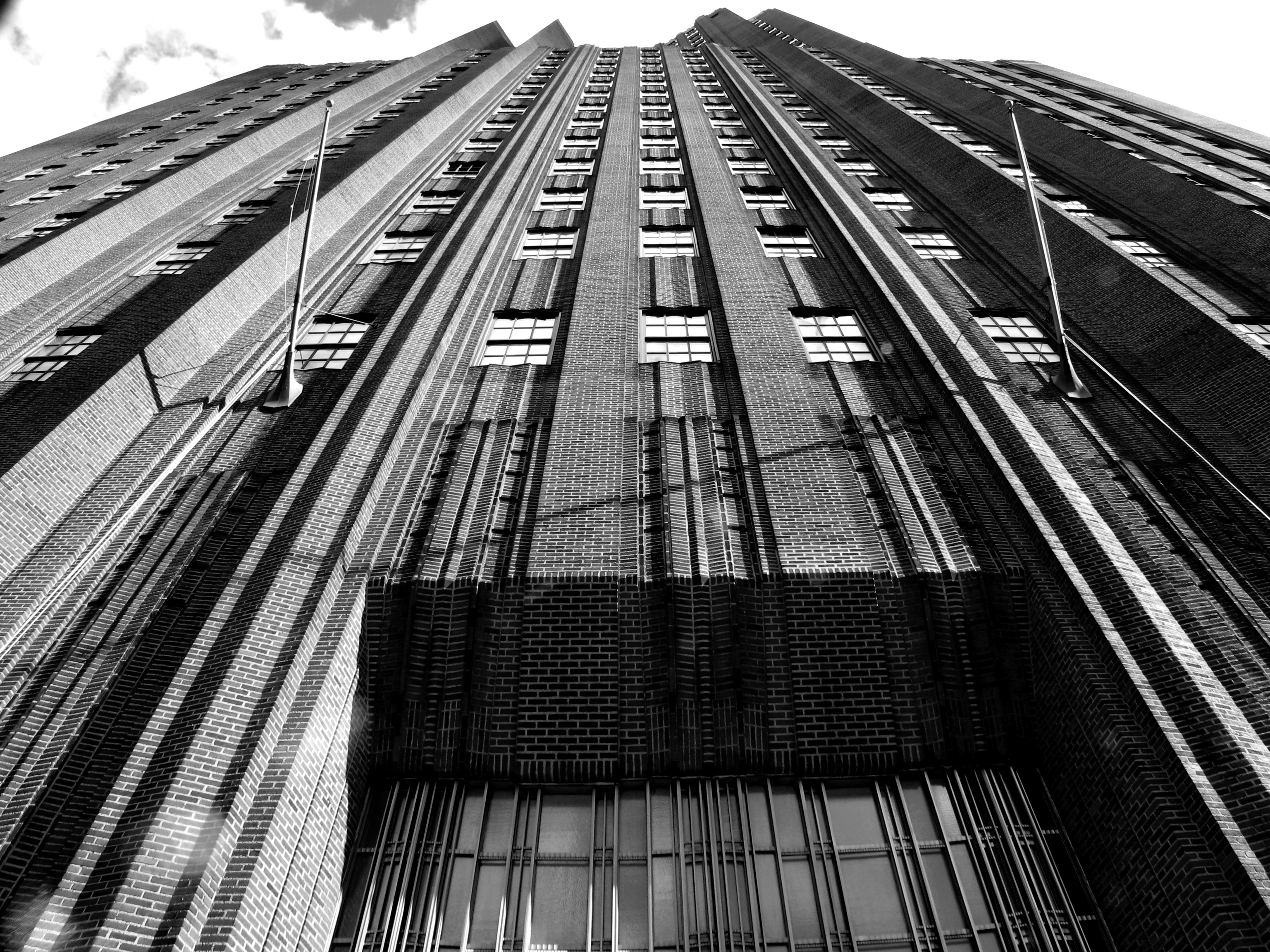
32 Avenue of the Americas, detail façade, 2015

### Mozaïeken

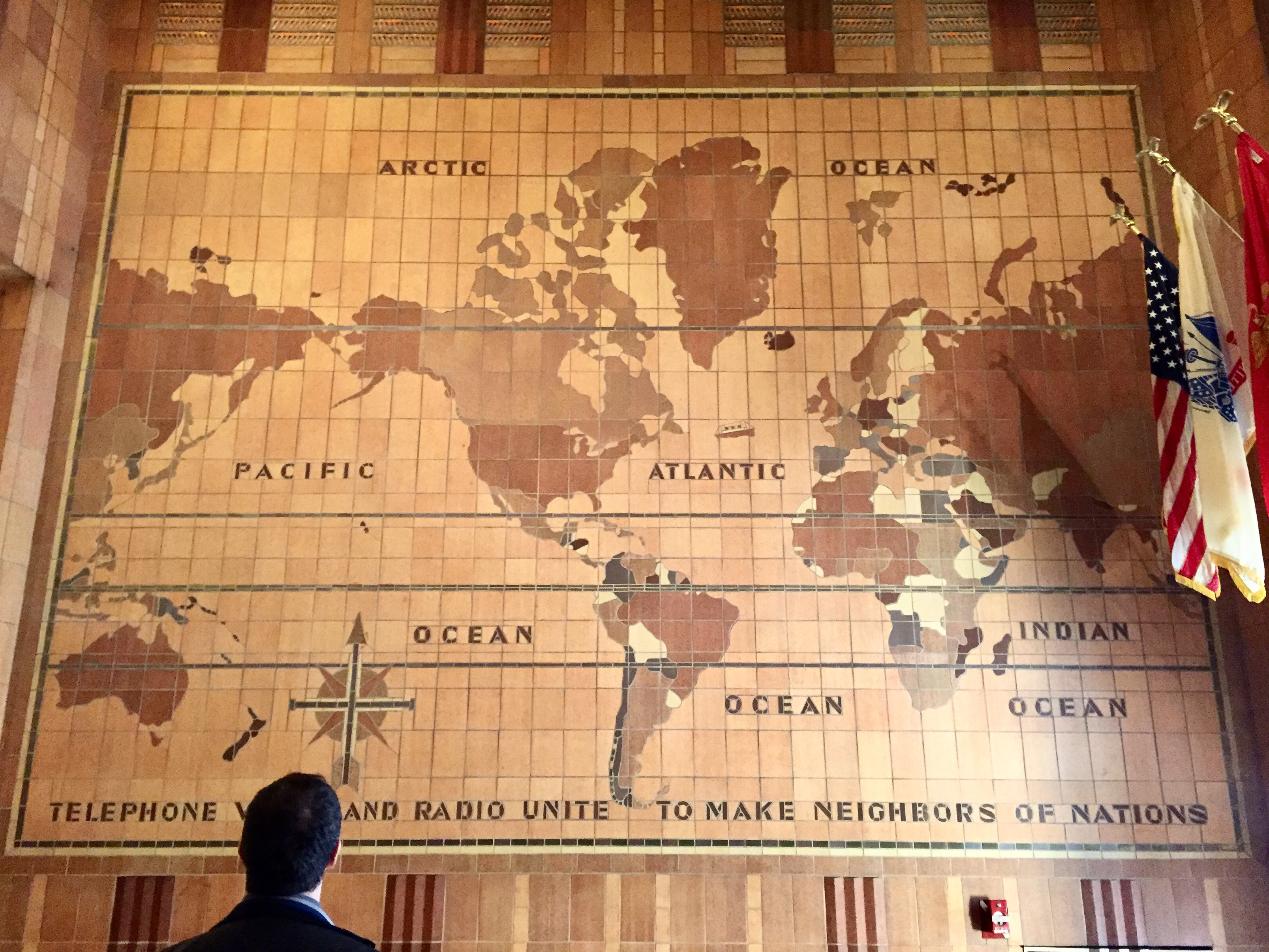
Wereldkaart
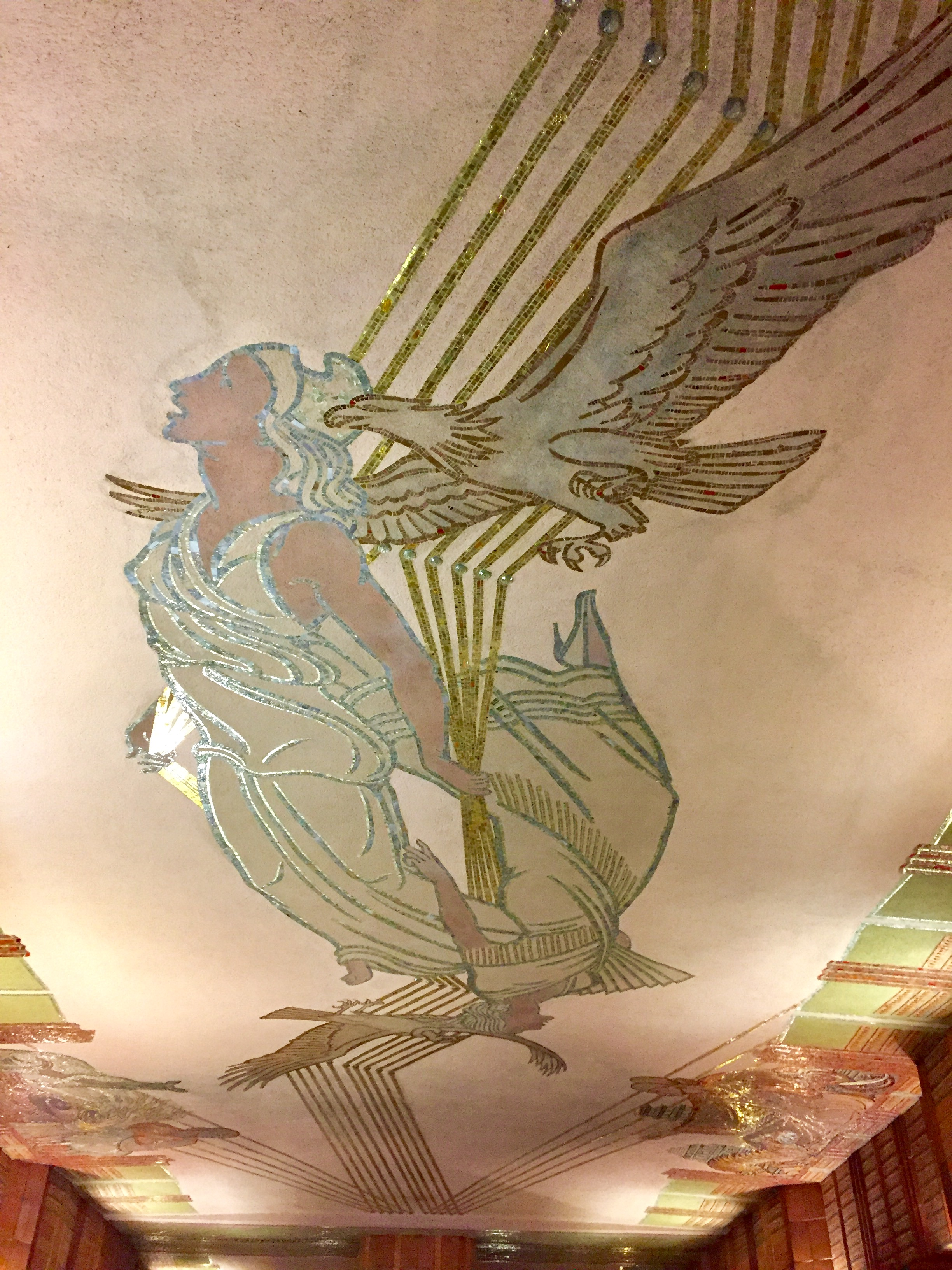
Adelaar
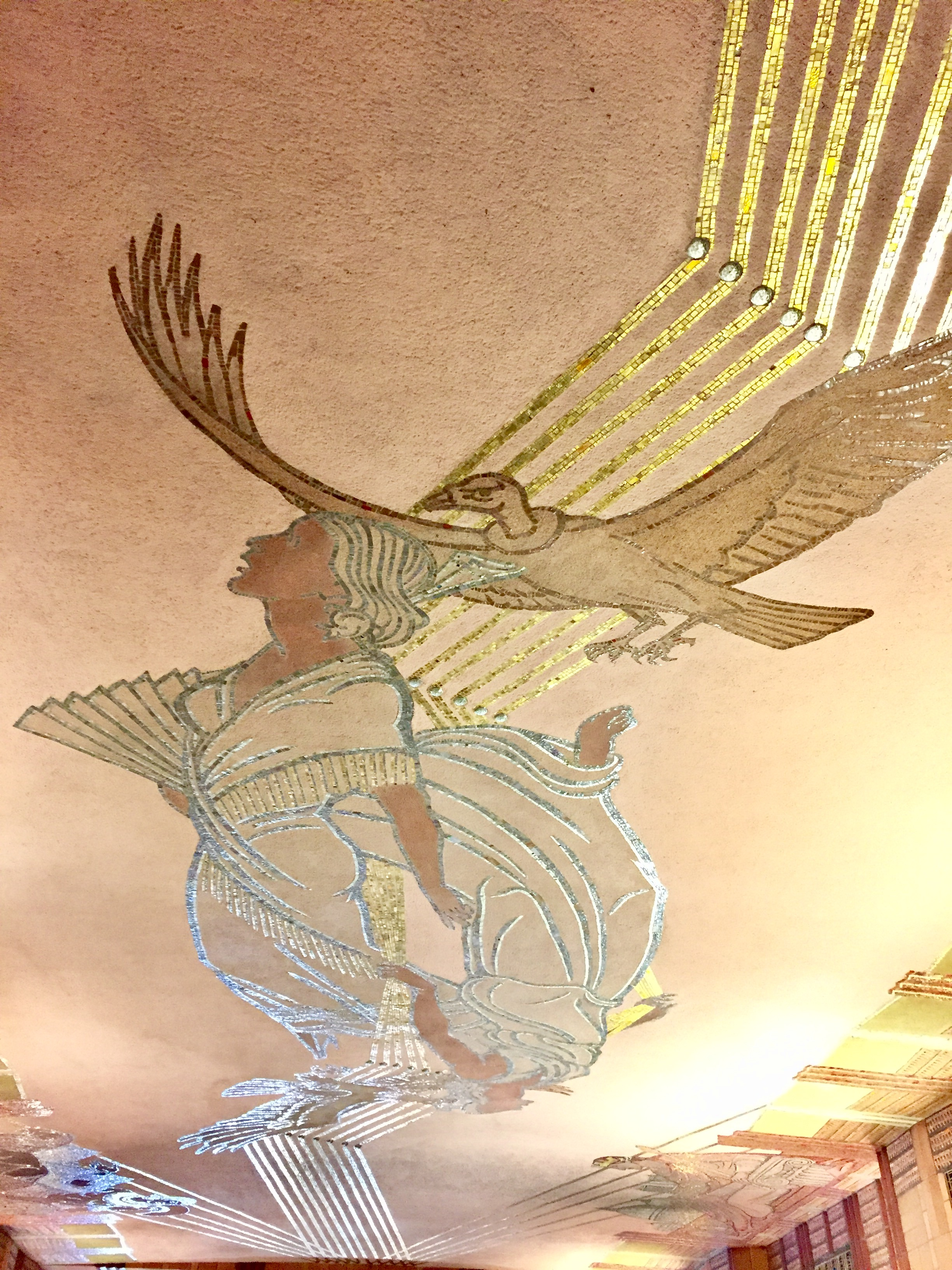
Gier
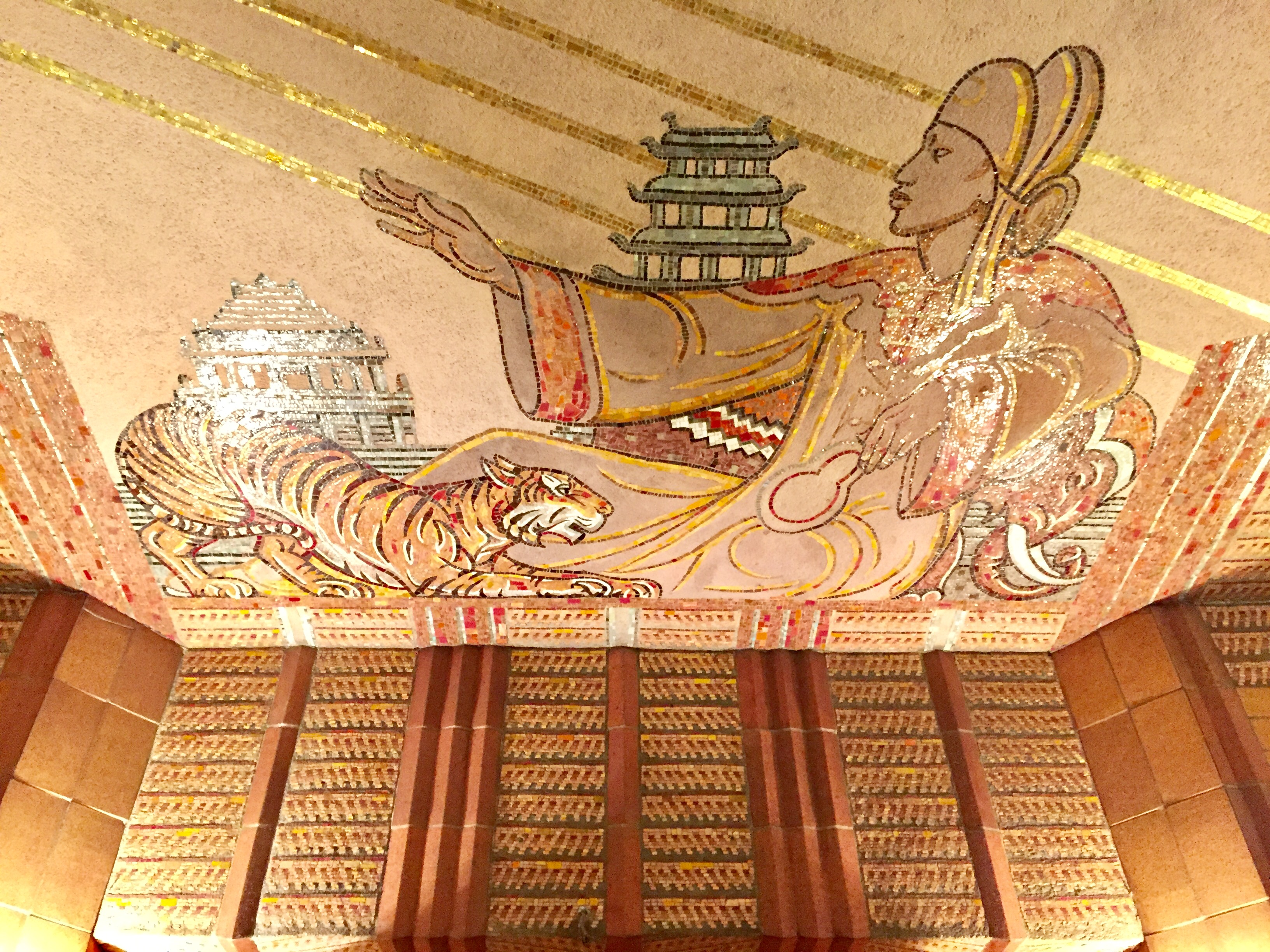
Azië
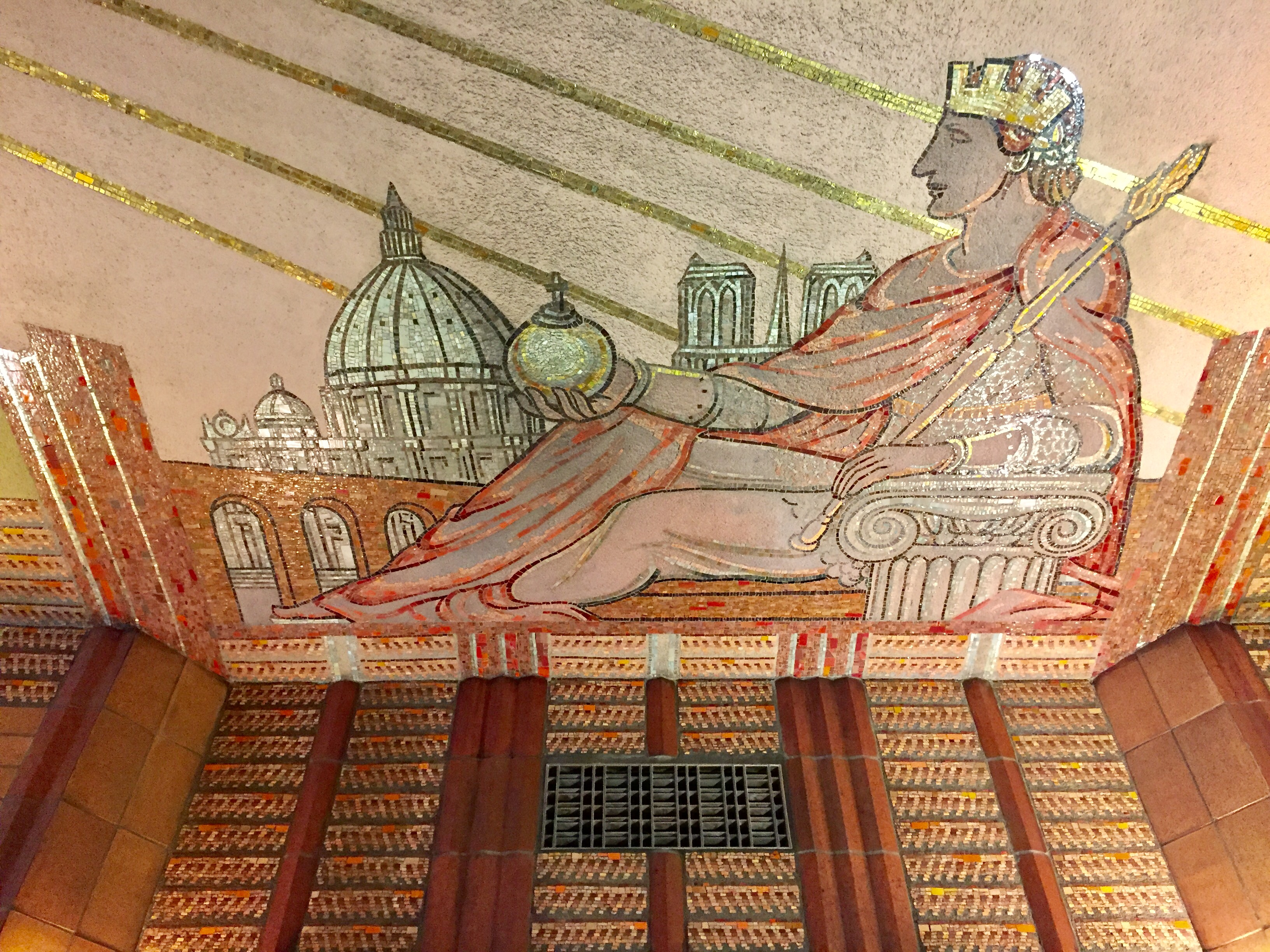
Europa
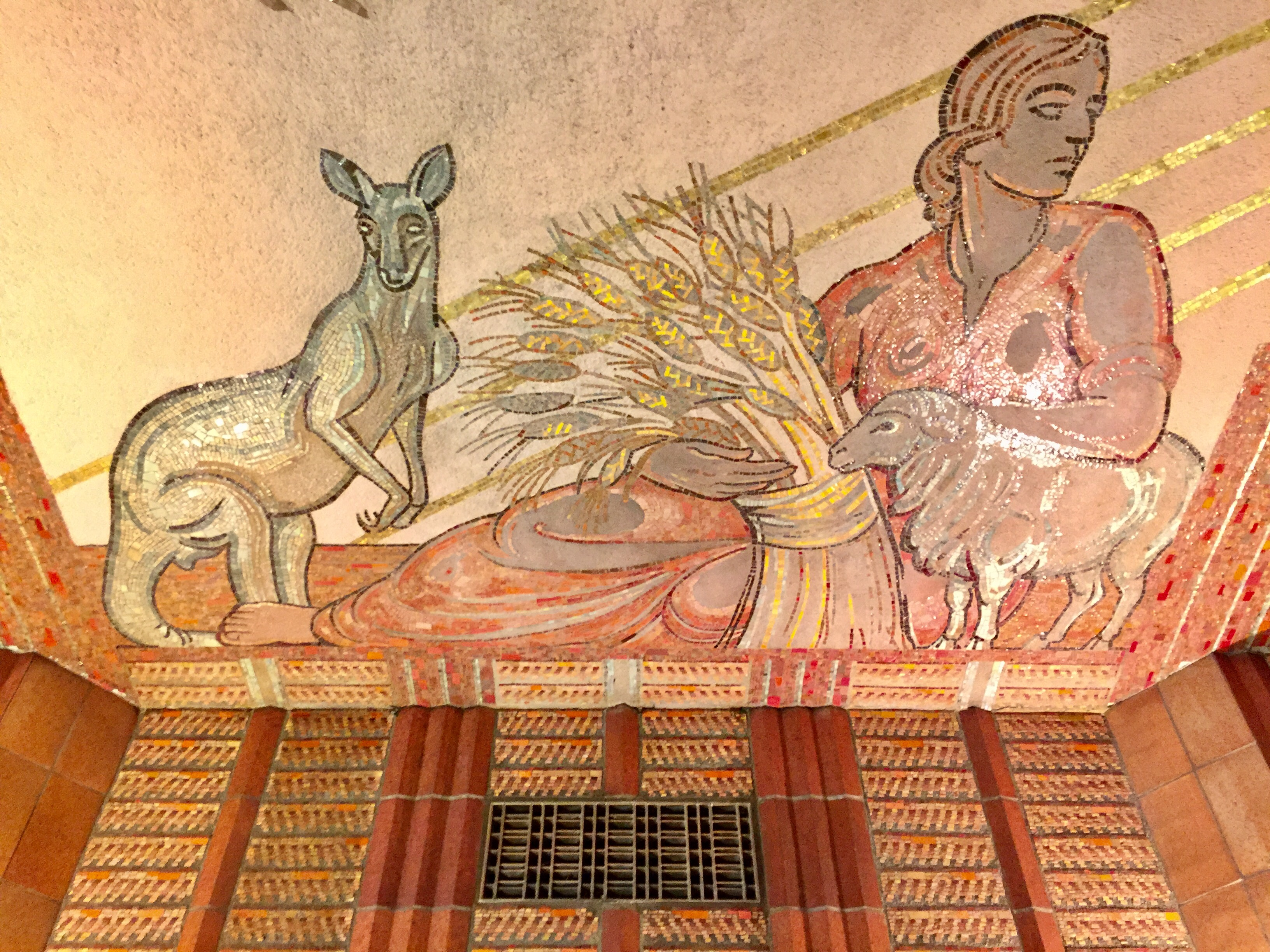
Australië
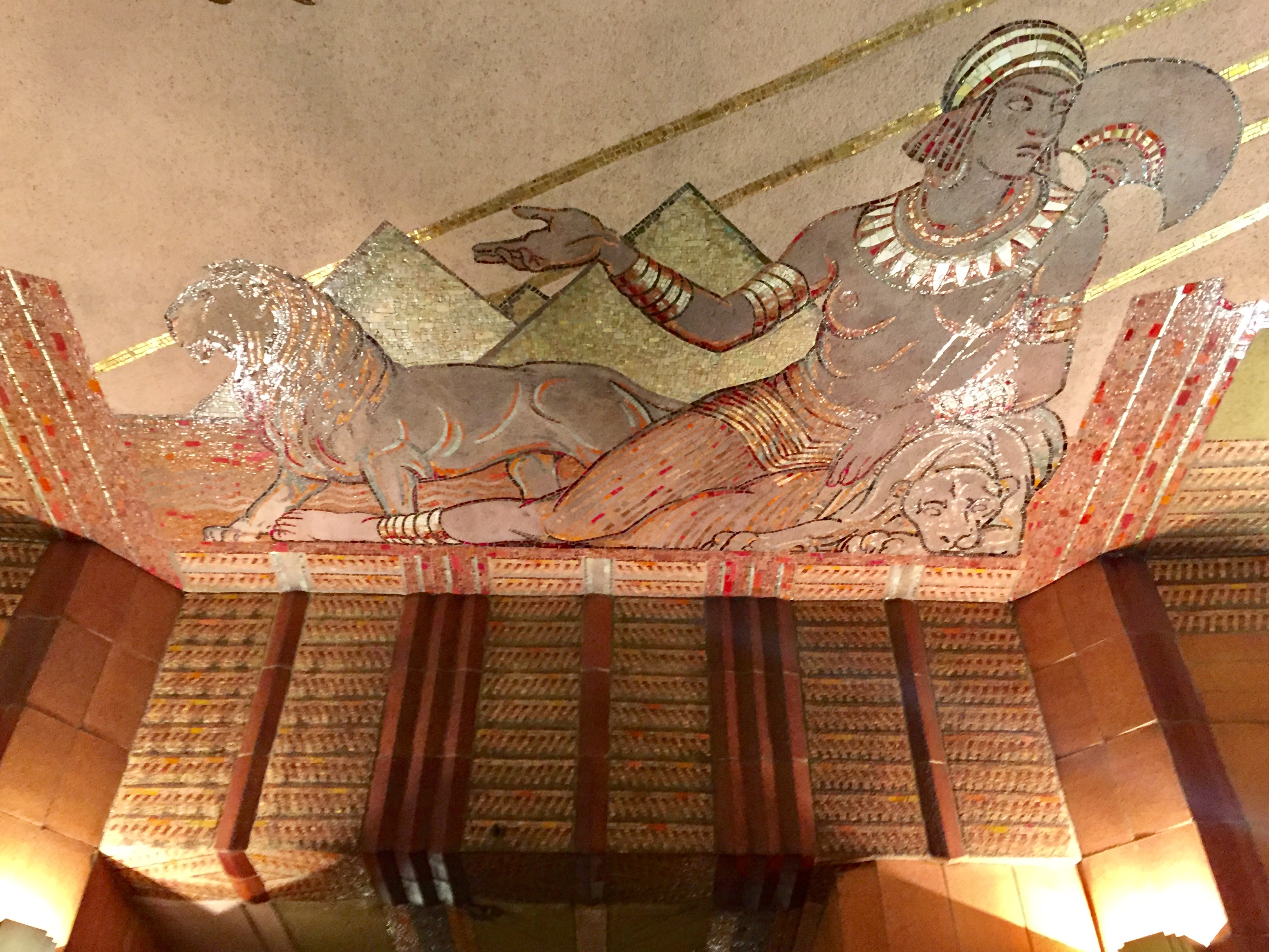
Afrika

## Aanslagen op 11 september 2001

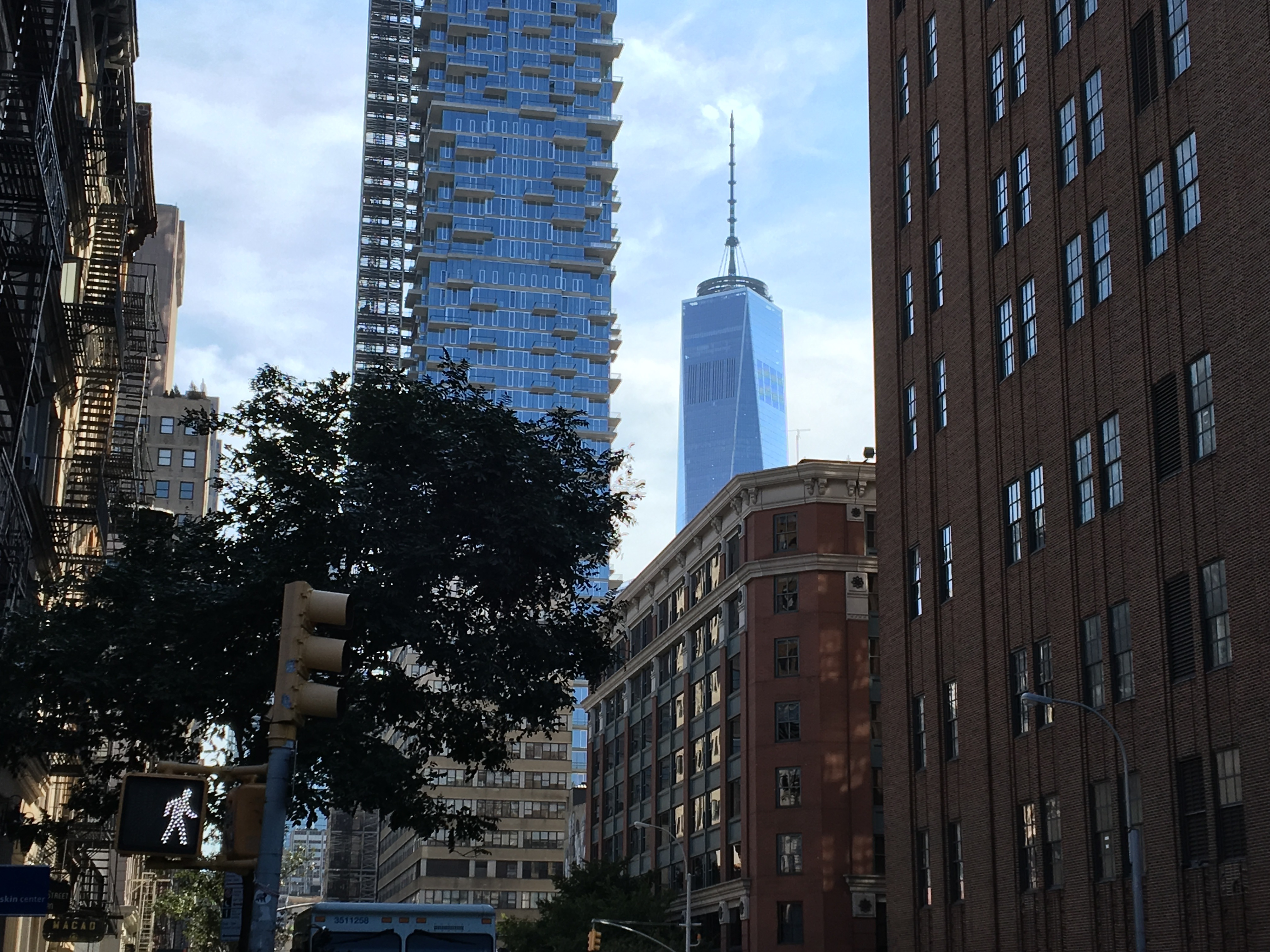
De oostelijke façade van 32 Avenue of the Americas, situatie in 2016 (uiterst rechts); locatie van filmen aanslag op North Tower uit documentaire broers Naudet

Het 32 Avenue of the Americas kwam op 11 september 2001 duidelijk in beeld tijdens de terroristische aanslagen op het World Trade Center (WTC). Een video waarop de oostelijke gevel van het 32 Avenue of the Americas te zien is werd wereldberoemd. Het gaat hierbij om unieke beelden van de eerste vliegtuigcrash in het World Trade Center. Wanneer brandweerman Vincent G. Halloran omhoog kijkt als het vliegtuig overvliegt, ziet men het gebouw. Halloran is de man die drie keer na elkaar "Holy shit!" roept na het zien gebeuren van de crash. De brandweerman (luitenant) overleefde de aanslagen niet. 
- Het 32 Avenue of the Americas staat zo'n anderhalve kilometer matig ten noordoosten van het World Trade Center.[4]
- De Franse reportagemaker Jules Naudet bevond zich tegenover het 32 Avenue of the Americas – voor een documentaire over Tony Benetatos, nieuwkomer bij het brandweerkorps van FDNY First Battalion Assistant Chief Joseph Pfeifer – toen hij toevallig de eerste aanslag op het World Trade Center filmde.
- Jules Naudet legde als een van vier personen het vliegtuig dat de North Tower binnenvloog vast, maar zijn beelden zijn veruit het duidelijkst. Hij maakte de documentaire met zijn broer Gédéon, die niet bij hem was.
- Jules, Pfeifer en diens sectie trokken rechtstreeks en in allerijl naar het World Trade Center-complex. Jules filmde verder in de lobby van de North Tower voordat de toren instortte. Hier hadden de verschillende brandweerkorpsen van FDNY een hulp- en evacuatiepost opgesteld. Jules ging zelfs door nadat de naastliggende South Tower instortte en de situatie levensbedreigend werd. Gédéon nam doorgaans het filmen voor zijn rekening. Hij bleef die ochtend in de kazerne, wat voor grote ongerustheid omtrent elkaars welzijn zorgde.
- Uiteindelijk werden Jules en Gédéon Naudet herenigd, enkele uren na het einde van de aanslagen. [4]